# Sân vận động Bobby Dodd
Sân vận động Bobby Dodd tại Historic Grant Field (tiếng Anh: Bobby Dodd Stadium at Historic Grant Field) là sân vận động bóng bầu dục nằm ở góc Đại lộ Bắc tại Techwood Drive trong khuôn viên của Học viện Công nghệ Georgia ở Atlanta. Đây là sân nhà của đội bóng bầu dục Georgia Tech Yellow Jackets, thường được gọi là "Ramblin' Wreck". Sân ở dạng thô sơ kể từ năm 1905 và là một sân vận động hoàn chỉnh kể từ năm 1913. Đội tham gia NCAA Division I Football Bowl Subdivision với tư cách là một thành viên của Atlantic Coast Conference. Đây là sân vận động lâu đời nhất trong FBS và là nơi có nhiều trận thắng trên sân nhà hơn bất kỳ đội FBS nào khác.

## Sức chứa
| Giai đoạn | Sức chứa |
| --------- | -------- |
| 1913–1923 | 5.304    |
| 1924      | 18.000   |
| 1947–1957 | 40.000   |
| 1962–1966 | 53.300   |
| 1967–1987 | 58.121   |
| 1988–2000 | 46.000   |
| 2001      | 41.000   |
| 2002      | 43.719   |
| 2003–nay  | 55.000   |